# تشارلي باتون
تشارلي باتون (بالإنجليزية: Charley Patton)‏ هو موسيقي وملحن وفنان الشارع وعازف قيثارة ومغني أمريكي، ولد في 1 مايو 1891 في بولتون في الولايات المتحدة، وتوفي في 28 أبريل 1934 في إنديانولا في الولايات المتحدة بسبب قصور القلب.

## وصلات خارجية
- تشارلي باتون على موقع IMDb (الإنجليزية)
- تشارلي باتون على موقع الموسوعة البريطانية (الإنجليزية)
- تشارلي باتون على موقع ميوزك برينز (الإنجليزية)
- تشارلي باتون على موقع ميوزك برينز (الإنجليزية)
- تشارلي باتون على موقع أول ميوزيك (الإنجليزية)
- تشارلي باتون على موقع ديسكوغز (الإنجليزية)